# Вона мене знайшла
Так вона мене знайшла (англ. Then She Found Me) — американська комедійна драма 2007 року режисера Гелен Гант. Сценарій фільму Аліс Арлен (Alice Arlen), Віктор Левін (англ. Victor Levin), Гелен Гант(англ. Helen Hunt) базується на романі 1990 року Еліонор Ліпнам. Фільм був режисерським дебютом Гант.

## Сюжет
Фільм «Так вона мене знайшла» розповідає про життя американської 39 річної жінки, яка була вихована у єврейській родині і переживає кризу середнього віку. Головний персонаж фільму Ейпріл Епнер не з проста розповідає історію, один старий єврейський жарт: «Батько вчив свого сина не боятися, бути сміливішим і стрибати зі сходів. Він поставив сина на другу сходинку і сказав: „Стрибай! Я тебе спіймаю!“. А потім на третю і сказав: „Стрибай! Я тебе спіймаю!“ Хлопчик боявся, але довіряв своєму батьку, тому взяв і стрибнув у руки батька. Батько поставив його на наступну сходинку, потім вище і щоразу говорив ті самі слова. А потім хлопчик стрибнув з останньої сходинки, але цього разу батько відійшов назад, а хлопчик впав на підлогу. Він піднявся. Він був у крові, а батько сказав йому: „Це тебе навчить!“» Ця історія слугує наочною ілюстрацію до невдалого шлюбу Ейпріл. Через рік після одруження Бенджемін покидає її, називаючи свій крок рік тому помилкою. Розлучаючись, вони кохаються. Ейпріл завагітніла від колишнього чоловіка. З одного боку, це добре, бо Епріл давно не могла завагітніти і вона страшенно любила дітей і хотіла власну доньку чи власного сина, а не прийомну дитину, як їй радили того покійна мама і брат.
Поки Ейпріл не знає, що вона вагітна, доля дарує їй дві несподіванки у житті — це новий хлопець Бен Грін, а також її біологічна мати Берніс Грейвс. Бена Гріна покинула дружина. Вона була художниця і поїхала по всьому світу зі своїм бойфрендом малювати, полишивши на колишнього чоловіка двох маленьких дітей — старшого сина Джімі-Рея та маленьку донечку. Батько заклопотаний дітьми і часто сидить у власній машині біля свого будинку і пише обкладинки для інших книжок і така робота його заспокоює.
Справжня мати Ейпріл стукається у життя головного персонажа також неочікувано і навіть безпардонно. Берніс Грейвс ведуча ранкового ток-шоу на американському телебаченні. Вона відкрита, мила, але в той же ж час нав'язлива і дуже хоче дізнатися чим живе її дитина. На запитання Ейпріл, чому Берніс покинула її, ведуча відповідає віршиком доктора Сюза:
Ти підеш сама крізь тумани і сніги,
Ти підеш сама, пройдеш повз ворогів.
Ти перейдеш через страшний ручай,
Хоч серце вистрибує, а руки тремтять.
Вона додала, що цей віршик — це історія її життя, вказуючи на ідею. Мовляв, кожен кінець — це новий початок: коли померли прийомні батьки Ейпріл — Труді і Дуліус, але це звело Берніс і Ейпріл разом. Це було звісно замилювання очей Ейпріл. Берніс не хотіла говорити правду щодо обставин народження Ейпріл, що дуже засмучувало Ейпріл. У першій версії Берніс Ейпріл народилася від славнозвісного Стіва Макквінта, але це спростовуються самим Беном, який довів Ейпріл, що Макквінт був у Китаї, коли Ейпріл гіпотетично була зачата. Друга версія про батька була прозаїчніша. За словами Берніс, Ейпріл народилася від дуже високого, худого, але вродливого українця Джека Вацке, з яким Берніс кохалася в автокінотеатрі. І лише втретє мати сказали правду: вона промучилась з дитиною рік, бо від 15-трирічної дівчини відвернулись батьки, а вона була безпомічна в повсякденному житі, «не могла й банки відкрити», і тому віддала дитину на усиновлення, аби мати гарне життя.
Ейпріл втрачає дитину на ранніх термінах через невідому причину. Шок і депресія підсилюється тим фактом, що її покинув Бен, тому що він довідався, що Ейпріл зрадила йому з Бенджаміном. Тут була дилема для головного персонажа фільму: секс з Бенджаміном подобався Ейпріл, проте Бенджамін інфантильний, не здатний приймати важливих життєвих рішень. З нього не вийде хороший батько. В той же ж час Ейпріл кохає Бена, з ним вона почувається природно і відчуває, що вони разом одна родина.
Ейпріл спілкувалась зі своїм братом і дивилась у вікно. Вона бачила там свою матір, яка сиділа у машини і дивилась на доньку. Вона часто приїжджала до доньки, але Ейпріл не розмовляла з нею. Нарешті, вона вирішила більше не злитися на матір, а попросила про допомогу: купити їй дитину підтримати її своєю присутністю під час процедури штучного запліднення.
Фільм закінчується позитивно: Ейпріл знову сходяться з Беном. Жінка народжує дитину: дівчинку китайського типу. Наприкінці Ейпріл розповідає ту ж саму історію, яку вона оповіла на початку фільму, але трохи змінену: «Батько вчив свого сина не боятися, бути сміливішим. „Стрибай! — сказав він, — А я тебе зловлю!“ Хлопчик вірив йому і стрибав. Коли батько ловив його, він відчував любов. А коли ні, — щось інше, щось більше — життя! Амінь.»

## У ролях
- Метью Бродерік — Бен Грін
- Колін Ферт — Френк
- Гелен Гант — Ейпріл Епнер
- Бетт Мідлер — Берніс Грейвс
- Бен Шенкман — доктор Фредді Епнер
- Салмана Рушді — доктор Масане
- Джон Бенджамін Хіккі — Алан
- Лінн Коен — Траді Епнер